# Robert C. Byrd
Robert C. Byrd (North Wilkesboro, 1917. november 20. – Merrifield, 2010. június 28.) az Amerikai Egyesült Államok szenátora (Nyugat-Virginia, 1959–2010).